# Godowa
Godowa est une localité polonaise de la gmina et du powiat de Strzyżów en voïvodie des Basses-Carpates.